# Châteaurenault (incrociatore)
Lo Châteaurenault è stato un incrociatore protetto di prima classe della Marine Nationale francese, detto anche incrociatore corsaro perché concepito per effettuare crociere di disturbo al commercio nemico.

## Storia

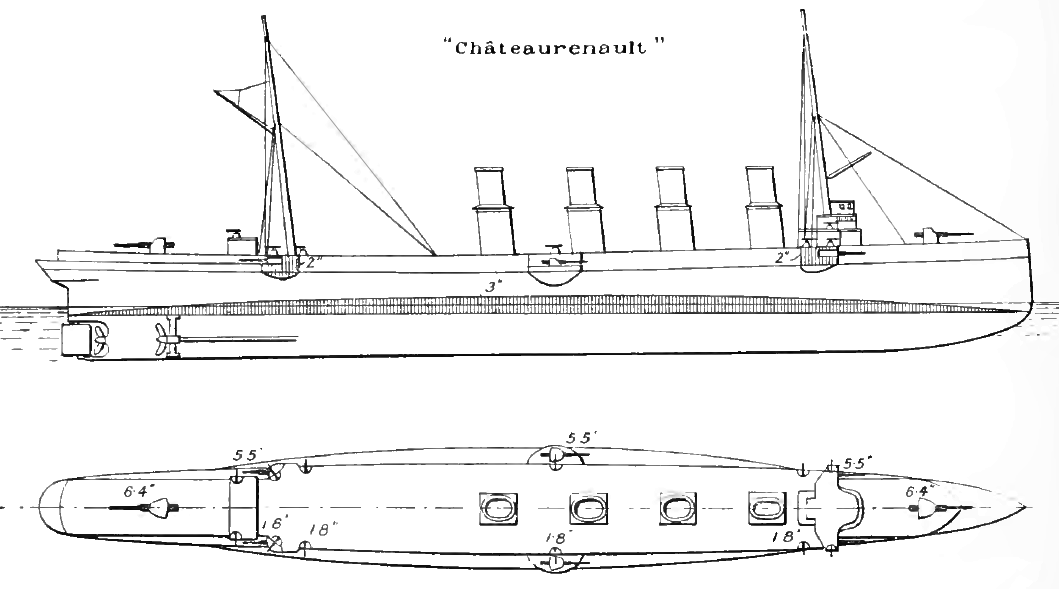
Il due viste dell'unità con l'armamento messo in evidenza

Lo Châteaurenault venne varato nel 1898; ebbe due incagliamenti, uno contro le rocce di Phan Ran, poi riparato a Cherbourg, ed un altro contro il banco Spartel in prossimità dell'omonimo capo, che lo costrinse a rientrare a Tolone al traino dell'incrociatore corazzato Victor Hugo venne anche usato come nave trasporto truppe verso il Levante francese. Dopo aver ricuperato i naufraghi del piroscafo Gallia, oltre 1200, venne infine affondato da un sommergibile tedesco, l'UC 38, il 14 dicembre 1917.